# 福井謙二 グッモニ
『福井謙二 グッモニ』（ふくいけんじ グッモニ）とは、文化放送のラジオ番組。元フジテレビアナウンサーの福井謙二の冠番組である。2013年4月1日 放送開始、2017年3月31日放送終了。放送時間は月曜日 - 金曜日 7:00 - 9:00。

## 概要
この番組は様々なコメンテーターとともに「今」の情報に問題提起していく、平日朝の生ワイド番組である。
コンセプトは「働く人への応援番組」を掲げ、リスナーが日々の生活の中で感じている疑問や不安を解消する。
文化放送は「庶民的な感覚を持ち、リスナーと目線を共有できると期待して」とオファーして、福井が受諾した。福井はテレビ、ラジオを含めて、初の冠番組を担当する。
番組開始から半年間は、福井がフジテレビアナウンサーであったため、同局から文化放送へ派遣される形で出演していた。フジテレビの現職アナウンサーが文化放送の番組でパーソナリティを務めるのは、『露木茂のHOTほっと土曜ワイド』を担当した露木に続いて、2人目であった。
2013年10月1日からはフリーアナウンサーとして、当番組への出演を継続する。2017年3月31日、番組が終了。プロゴルファーのタケ小山がパーソナリティを務める平日帯 朝ワイド番組『The News Masters TOKYO』を、同年4月3日よりスタートした。

## 出演者
- パーソナリティ - 福井謙二
- アシスタント - 水谷加奈（文化放送アナウンサー）

### コメンテーター
- 月曜 - 瀬尾傑（講談社『現代ビジネス』GM）
- 火曜 - 藤吉雅春（ジャーナリスト）
- 水曜 - 森功（ノンフィクション作家）
- 木曜 - 山口義行（立教大学経済学部教授）
- 金曜 - 夏野剛（慶應義塾大学政策・メディア研究科特別招聘教授）

### グッモニ特派員
- 月曜 - 小尾渚沙（文化放送アナウンサー）
- 火曜 - 西川文野（文化放送アナウンサー）
- 水曜 - 砂山圭大郎（文化放送アナウンサー）
- 木曜 - 八木菜緒（文化放送アナウンサー）[6]
- 金曜 - 石川真紀（文化放送アナウンサー）[7]

## タイムテーブル
- 7:00：オープニング
- 7:05：ニュース 納得まるわかり 今日のポイント
- 7:20：天気予報
- 7:21：交通情報
- 7:26：ニュース 納得まるわかり 今日のグッモニ特派員
- 7:38：天気予報
- 7:39：交通情報
- 7:41：ニュース 納得まるわかり 今日のコラム
- 7:45：武田鉄矢・今朝の三枚おろし
- 8:00：8時のグッモニ好奇心
- 8:12：天気予報
- 8:13：交通情報
- 8:15：おたより読みまくり
- 8:25：グッモニ文化部 エンタメいまのうち
- 8:35：コトバのヒロバ
- 8:40：グッモニ交遊録

一日一通、「茶柱メール」と称して、得したこと、良いことがあった内容のメールを必ず紹介している。
- 8:45：文化放送 ラジオショッピング[8]
- 8:52：天気予報
- 8:54：交通情報
- 8:57：エンディング